# فرودگاه استکهلم-اسکاوستا
فرودگاه استکهلم-اسکاوستا (به انگلیسی: Stockholm-Skavsta Airport) (به زبان بومی: Stockholm-Skavsta flygplats) یک فرودگاه همگانی مسافربری (۲۰۱۰) با کد یاتا NYO است که یک باند فرود آسفالت دارد و طول باند آن ۲۸۷۸ متر است. این فرودگاه در شهر استکهلم کشور سوئد قرار دارد و در ارتفاع ۴۳ متری از سطح دریا واقع شده است.